# Свети Стефан (Индианаполис)
„Свети Стефан“ (на английски: Saint Stephen Bulgarian Eastern Orthodox Church) е българска православна църква в град Индианаполис, Индиана, Съединенитe американски щати. Църквата е подчинена на Българската източноправославна епархия в САЩ, Канада и Австралия.

## Местоположение
Църквата е разположена в северозападната част на града, на „Медфорд Авеню“ № 1435.

## История
В началото на XX век Македонска емиграция в Индианаполис започва да набъбваи, и се основават селски сдружения като от Острово, Екши Су, и Пътеле, Леринско. Към 1915 година в града има около 1000 македонски българи, предимно от Леринско и Воденско, и още около 100 емигранти от Свободна България.
Енорията „Свети Стефан“ е основана в 1915 година на улица „Блекфорд“, срещу Военния парк в центъра на Индианаполис. Първият свещеник е Никола Павлов от село Битуше, Дебърско. Поддръжник на църковната община е Леринското братство, основано в Индианаполис през 1922 година, приело по-късно името „Даме Груев“.
В първото църковно настоятелство влизат Никола Павлов (председател), Джан Романов, К. Кондов, Дедо Филе, Георги Шанев и други. През 1940 в ръководството са Георги Делев (председател), Стойко Мулев (подпредседател), Майк Цицков (секретар), Иван Бошков (касиер), Пандо Бинишев (съветник), Пандо Стефанов (съветник) и Стефан Каргов (епитроп).
В енорията до смъртта си служи ръководителят на българската православна мисия в Америка Кръстю Ценов, а към 1946 година църквата не функционира.
По време на Втората световна война православното паство започва да премества, което кара и църквата да се премести. През декември 1954 година започва строителството на сегашното място между Западна 14-та улица, „Медфорд Авеню“ и Западна 16-та улица. Църквата е завършена в 1955 година. На 14 октомври 1962 година „Свети Стефан“ е осветена от епископ Андрей Велички.
През 1992 г. вестника „Индианаполис Стар“ съобщава, че 95% от членовете на „Свети Стефан“ са от Македония.